# ID精英
《ID精英》是香港電視廣播有限公司以紀律部隊作為題材而拍攝製作的時裝劇集，全劇共27集，由郭晉安及蒙嘉慧領銜主演，監製為羅永賢。
此劇是香港史上首部以入境事務處為題材的電視劇。節目由第5集起開始，由霸王防脫洗髮液贊助。

## 演員表
| 演員        | 角色     | 簡要介紹 |
| 李鴻        | 沈少強   | 總入境事務主任 |
| 曾偉權      | 羅Sir    | 總入境事務主任，代理麥啟銘職位 |
| 郭德信      | 曾興隆   | 高級首席入境事務主任 |
| 鄺佐輝      | 彭為德   | 高級首席入境事務主任 |
| 李子奇      | 潘宏森   | 首席入境事務主任 |
| 陳建文      | 戴禾浩   | 高級入境事務主任 |
| 李鴻        | 馮日進   | 阿進，總入境事務助理 |
| 鄧健泓      | 歐順風   | 高級入境事務主任 |
| 曾守明      | 江澤輝   | 大佬輝，總入境事務助理 |
| 何偉業      | 郭炳佑   | Steve，入境事務助理 |
| 陳志健      | 祈耀祖   | Joe，入境事務助理 |
| 陳蔚而      | 鄧玉英   | Ellen，入境事務助理 |
| 何婷恩      | 賀丘柔   | Y.Y.，入境事務助理 |
| 王基信      | 孟景龍   | Tony，入境事務助理 |
| 鄭俊弘      | 藍應天   | Gary，入境事務助理 |
| 鍾建文      | 姜道海   | Jim，入境事務助理 |
| 江暉        | 何繼昌   | Michael，入境事務助理 |
| 李國麟      | 韋瀚滔   | 韋sir，高級入境事務主任，方浚杰上司，麥啟銘之好友 |
| 郭晉安      | 方浚     | 方Sir，總入境事務助理，「IM95」成員之一，鄭柏宇之好友，後反目成天敵，調往調查組（A隊），升级為入境事務主任 |
| 蘇恩磁      | 冼婉美   | May，總入境事務助理，葉安兒、鍾志欣之上司 |
| 楊英偉      | 周耀光   | 總入境事務助理 |
| 陳國邦      | 梁智倫   | 高級入境事務助理，「IM95」成員之一，方浚杰、葉安琪之好友，鄭柏宇之好友，後反目成天敵，為救鄭柏宇被叔父東打昏，被鄭柏宇陷害為殺叔父東兇手 |
| 李天翔      | 安康祥   | 高級入境事務助理，對鍾志欣有好感，方浚杰之下屬，梁智倫之好友 |
| 周家怡      | 黎以芳   | Kinki，高級入境事務助理，方浚杰之下屬，梁智倫之好友 |
| 周寶霖      | 盧葦蘭   | Ada，高級入境事務助理，方浚杰之下屬 |
| 李啟傑      | 梁冠豪   | John，高級入境事務助理 |
| 鄧上文      | 李曉雯   | 高級入境事務助理 |
| 陳文靜      | 蘇芷菁   | 入境事務助理，方浚杰之下屬 |
| 何慶輝      | 譚會東   | Paul，入境事務助理 |
| 顏桂洲      | 羅志強   | C.K，入境事務助理 |
| 李泳漢      | 蔡逢春   | 入境事務助理 |
| 李善恆      |          | 入境事務助理 |
| 周麗欣      |          | 入境事務助理 |
| 王天就      |          | 入境事務助理 |
| 歐梓浩      |          | 入境事務助理 |
| 陳宛蔚      |          | 入境事務助理 |
| 侯建民      |          | 入境事務助理 |
| 呂熙        | 馬Sir    | 總入境事務主任，入境事務處檢控組主管 |
| 柯嵐        | Bill     | 高級入境事務主任，入境事務處檢控官 |
| 林淑敏      | lris     | 高級入境事務主任，入境事務處檢控官 |
| 劉桂芳      | 林素蓉   | 入境事務主任 |
| 張松枝      | 吳英俊   | Handsome，總入境事務助理 |
| 吳幸美      | Gigi     | 高級入境事務助理 |
| 何啟南      | Kenny    | 高級入境事務助理 |
| 江梓瑋      |          | 高級入境事務助理 |
| 李善恆      |          | 高級入境事務助理 |
| 黃梓瑋      | 廖可秀   | Jenny，入境事務助理 |
| 林卓峰      |          | 入境事務助理 |
| 蔡子健      | 韓永年   | Roy、韓sir，為人高傲，自以爲是，囂張，瞧不起方浚杰，怕他會被其超越，一直想要逼他離開，高級入境事務主任(調查組)，A隊主管，韓素貞之兄，程佩嘉之男友，鄭柏宇之天敵，麥啟銘之下屬，針對方浚杰並險害他，後和好，假裝成為胡傑琛內應調任行動研究組 |
| 葉凱茵      | 高和靄   | Ann，入境事務處職員（A隊），麥啟銘、韓永年之下屬 |
| 張達倫      | 林啟遠   | Leo，入境事務處職員（A隊），麥啟銘、韓永年之下屬 |
| 郭晉安      | 方浚     | 方Sir，總入境事務助理，「IM95」成員之一，歐順風之好友，後反目成天敵，調往調查組（A隊），升级為入境事務主任 |
| 朱慧敏      | 程佩嘉   | Connie，高級入境事務主任，B隊主管，韓永年之女友，麥啟銘之下屬 |
| 林遠迎      | 胡須發   | Man，入境事務處職員（B隊），麥啟銘、程佩嘉之下屬 |
| 胡麒豐      | 張兆有   | David，入境事務處職員（B隊），麥啟銘、程佩嘉之下屬 |
| 陸駿光      | 洪日濤   | Benny，入境事務處職員（B隊），麥啟銘、程佩嘉之下屬 |
| 陳蔚而      | 鄧玉英   | Ellen，入境事務處職員（B隊），麥啟銘、程佩嘉之下屬 |
| 楊鴻俊      | 周正岳   | Dick，入境事務處職員（B隊），麥啟銘、程佩嘉之下屬 |
| 戴志偉      | 尹Sir    | 警司，鄭柏宇之上司，Vincy之父 |
| 曹永廉      | 鄭柏宇   | 鄭sir，本劇終極大反派，西九龍重案組高級督察，為了往上爬而不择手段，前入境事務處入境事務助理「IM95」成員之一，尹Sir之下屬，方浚杰、梁智倫之好友，後反目成天敵，葉安琪之前男友，后复合，再次分手，Joanna之男友，後分手，Vincy之男友，因其反法後分手，麥啟銘之徒弟，後反目，韓永年、胡傑琛之天敵，与叔父東勾結，後反目，遭叔父東威脅將其殺害誣陷梁智倫為殺害叔父東之凶手，將張思敏推落墜樓身亡，後自殺不遂，被方浚杰逮捕及判處終身監禁 |
| 黃智賢      | 鍾志榮   | CID警長，鄭柏宇之下屬 |
| 張漢斌      | 駱家齊   | 西九龍重案組探員，鄭柏宇之下屬 |
| 葉暐        | 郭向勁   | 西九龍重案組探員，鄭柏宇之下屬 |
| 林影紅      | 伍寶靜   | Suki，西九龍重案組探員，鄭柏宇之下屬 |
| 陳思齊      | 何惠珠   | 西九龍重案組探員，鄭柏宇之下屬 |
| 黃樂兒      | 任珊瑚   | 西九龍重案組探員，鄭柏宇之下屬 |
| 紀保羅      |          | 警員 |
| 趙樂賢      | 林昭旭   | 警員 |
| 王德基      | 孟景龍   | 警員 |
| 馬貫東      | 劉一致   | 警員 |
| 鄭家俊      |          | 警員 |
| 李美慧      |          | 警員 |
| 傅劍虹      |          | 警員 |
| 蘇敏聰      | TK孔     | 廉政公署高級調查主任 |
| 陳佩思      |          | 廉政公署調查助理 |
| 許明志      |          | 廉政公署調查助理 |
| 盧永匡      |          | 廉政公署調查助理 |
| 夏萍        | 李少娟   | 葉安琪、葉安兒之婆婆 |
| 蒙嘉慧      | 葉安琪   | Angel、阿Jo，葉安兒之姐，葉詩詩之姨媽，李少娟之長外孫女，鄭柏宇之前女友，非常爱管方浚杰的闲事，後方浚杰之女友 |
| 唐詩詠      | 葉安兒   | 葉安琪之妹，葉詩詩之母，鍾志欣之好友，李少娟之次外孫女，歐順風之暗戀對象，麥子軒之女友 |
| 王若嵐      | 葉詩詩   | 葉安兒之女 |
| 劉江        | 鍾國誠   | 沙田超市雜貨舖老闆，陳美萍之夫，鍾志榮之父，趙麗文之老爺，方浚杰、鍾志欣之繼父，趙生、趙太之親家 |
| 韓馬利      | 陳美萍   | 鍾國诚之妻，方浚杰之母，鍾志榮、鍾志欣之繼母，方家希之嫲嫲，張思敏之奶奶 |
| 黃智賢      | 鍾志榮   | 鍾國誠之子，趙麗文之夫，陳美萍之繼子，方浚杰之繼兄，鍾志欣同母異父之兄 |
| 黃泆潼      | 趙麗文   | 鍾志榮之妻 |
| 郭晉安      | 方浚     | 陳美萍之子，鍾國誠之繼子，鍾志榮之繼弟，鍾志欣之繼二哥，張思敏之夫，葉安琪之男友，方家希之父 |
| 姚嘉妮      | 張思敏   | 方浚杰之妻，胡傑琛之鍾情對象，被鄭柏宇推下樓身亡 |
| 梁靖琪      | 鍾志欣   | 鍾志榮同母異父之妹，鍾國誠前妻之女，方浚杰之繼妹，歐順風之女友，葉安兒之好友 |
| 譚真一      | 方家希   | 方浚杰、張思敏之子，陳美萍之孫 |
| 子明        | 趙生     | 趙麗文之父，鍾國誠之親家 |
| 李楓        | 趙太     | 趙麗文之母，鍾國誠之親家 |
| 姜大偉      | 麥啟銘   | 总入境事务主任(调查组)，汪明慧之夫，麥子軒之父，汪明媚之妹夫，汪明照之二姐夫，宗之连襟，汪生之二女婿，胡傑琛之天敵，患有腦瘤（手術後已痊癒），被方浚杰、汪明慧誤會與韓素貞有染，後和好 |
| 林漪娸      | 汪明慧   | 汪生之次女，麥啟銘之妻，麥子軒之母，汪明媚之妹，汪明照之二家姐，宗之姨仔，真之姑拉，婦女會「儷行社」主席，曾誤會韓素貞與其夫有染 |
| 陳展鵬      | 麥子軒   | Kelvin，麥啟銘、汪明慧之子，汪生之外孙，汪明照、真之外甥，宗、汪明媚之姨甥，歐順風、鍾志欣之好兄弟，「汪李何」律師事務所職員後辭職，葉安兒之男友，曾反目，最后和好，醉倒後與歐順水發生關係成為「SuperClub」公關總監，曾投靠胡傑琛，因傷害胡傑琛手下而入獄 |
| 江漢        | 汪生     | 汪明媚、汪明慧、汪明照之父，麦子轩之外公，麥啟銘、宗之岳父，真之家翁，已病逝 |
| 曾慧雲      | 汪明媚   | 汪生之长女，宗之妻，汪明慧、汪明照之大家姐，麥子軒之姨妈 |
| 楊瑞麟      | 宗       | 汪生之大女婿，汪明媚之夫，汪明慧、汪明照之大姐夫，麥子軒之姨丈，麦启铭之连襟 |
| 蔡康年      | 汪明照   | Raymond，汪生之子，汪明媚、汪明慧之弟，麦启铭之舅仔，真之夫，麥子軒之舅父，「汪李何」律師事務所律師 |
| 鄭嘉雯      | 真       | 汪生之媳妇，汪明照之妻，麥子軒之舅母，汪明媚、汪明慧之弟媳 |
| 雪妮        | 黃桂好   | 好姨，歐順風、歐順水之母 |
| 鄧健泓      | 歐順風   | 黃桂好之子，歐順水之兄，方浚杰之好友，钟志欣之男友 |
| 麥皓兒      | 歐順水   | 黃桂好之女，歐順風之妹，從小暗戀麥子軒，與麥子軒發生關係 |
| 黃德斌      | 胡傑琛   | 胡琛、琛哥，本劇第二大反派，黑社會大佬，鍾情張思敏，後因發現其心裡只有方浚杰決定成全其，得知其被鄭柏宇殺害後向其復仇，麥啟銘，鄭柏宇之天敵，被叔父東找人把其斬傷，企圖引誘韓永年犯罪，後失敗，陷害麥啟銘收賄，因買賣假護照交易失敗而被捕及入獄 |
| 王青        | 叔父東   | 東叔，本劇大反派，社團大佬，與鄭柏宇勾結，後反目，找人把胡傑琛斬傷，被阿權陷害藏有毒品及走私槍而被通輯，勒索鄭柏宇被鄭柏宇殺害 |
| 趙永洪      | 阿權     | 叔父東之手下，後反目，被鄭柏宇收買陷害叔父東藏有毒品及走私槍，被胡傑琛，翻爺家法處置，而鄭柏宇不顧而去 |
| 邵卓堯      | 馬志樓   | 馬騮，本劇反派，黑社會成員，勒索張思敏，被胡傑琛手下追致失足墮樓身亡 |
| 李家鼎      | 翻爺     | 社團大佬 |
| 王維德      |          | 胡傑琛之代表律師 |
| 黃子衡      | 德       | 德哥，胡傑琛之手下，被警方槍傷 |
| 彭冠中      |          | 麥子軒之朋友，「SuperClub」股東 |
| 蕭徽勇      | Lam      | 麥子軒之朋友 |
| 沈震軒      |          | 黑社會成員，胡傑琛之手下，被警方槍傷 |
| 趙國東      | 昇       | 胡傑琛之手下，被警方槍傷 |
| 張國洪      | 洪       | 叔父東之手下，被捕 |
| 趙敏通      | Ben      | 麥子軒之朋友 |
| 蔡考藍      | Susan    | 花店店員，胡傑琛、黃子德之下屬，張思敏之友 |
| 張國強      |          | 翻爺之手下 |
| 鄒永標      |          | 翻爺之手下 |
| 鄭詠謙      |          | 翻爺之手下 |
| 梁健平      | 沈振東   | DawnChan，模特兒公司老闆，麥子軒公關公司，已被捕 |
| 湯展維      | 陳南     | 帶三個內地模特兒入港，已被捕 |
| 曾愛媚      | Elisa    | 麥子軒公關公司開幕所請之內地模特兒（持旅遊證件來港賺錢），已被捕 |
| 彭嫻        | Rosabell | 麥子軒公關公司開幕所請之內地模特兒（持旅遊證件來港賺錢），已被捕 |
| 黃瑩 (演員) | Julia    | 麥子軒公關公司開幕所請之內地模特兒（持旅遊證件來港賺錢），已被捕 |
| 黃文標      | 陳民廣   | 假證件集團成員 |
| 杜港        | 農大軍   | 假證件集團成員 |
| 王俊棠      | 黃龍     | 黑工工頭，胡傑琛手下，後指證胡傑琛，已身亡 |
| 黃俊伸      |          | 假證件工人 |
| 曾健明      |          | 表面是內地旅行團領隊，實為偷運人蛇集團蛇頭 |
| 王偉樑      | 李有根   | 內地旅行團團員，被球哥推落墜海身亡 |
| 李海生      | 球哥     | 偷度船大副，因入境事務處搜船隊上船，反將船上所有人推落海中，被控蓄意謀殺 |
| 廖麗麗      | 李月娥   | 假結婚接頭人 |
| 鄭家生      | 盧啟生   | 阿佬、佬哥，「誠記」員工，李小紅之夫 |
| 謝兆韻      | 李小紅   | 盧啟生之妻 |
| 黃鳳瓊      | 徐二娣   | 娣姐，「誠記」員工，假結婚者 |
| 姚瑩瑩      | 韓素貞   | Mary，前入境事務處助理，韓永年之妹，精神病患者，喜歡麥啟銘，汪明慧之情敵兼死敵，挾持汪明慧要求麥啟銘重頭開始失敗，後被送到澳門接受治療 |
| 梁雪湄      | Joanna   | 鄭柏宇前女友，聖培靈小學音樂教師 |
| 楊洛婷      | Vincy    | 尹警司之女，鄭柏宇女友，後因其反法而分手 |
| 李岡龍      | 阿強     | 前「誠記」員工，鍾志欣之父 |
| 蘇麗明      | 井艷妮   | |
| 梁振輝      | 謝立信   | |
| 魏惠文      | 馮偉健   | |
| 杜大偉      | 威       | |
| 羅天池      | 曾靳     | |
| 麥子樂      | Derek    | 暗戀葉安兒 |
| 陳念君      | 小梨     | 1997年介紹張思敏赴港賣淫，欲過關前被其夫發現曾當過妓女 |
| 張雪芹      | -        | 上志推廣中心負責人 |
| 曾瑞珊      | -        | 法醫，李有根墜海案 |
| 張笑千      | -        | 船員 |
| 卓躒        | 道友     | 收胡傑琛錢後認罪（馬志樓失足墜樓案） |
| 龔茜彤      | 晶       | 葉安兒同學 |
| 孫慧雪      | 雲       | 葉安兒同學 |
| 鄧梓峰      | 葉又南   | 汪明慧旅法所認識之攝影師 |
| 羅芷晴      | 林雪兒   | 雪兒，香港居民，被親戚虐打而偷度至香港 |
| 鄧英敏      | 林康     | 李珠之夫，林雪兒之父，患有末期肝癌 |
| 陳安瑩      | 李珠     | 林康之妻，林雪兒之母，為照顧其夫而逾期居留 |
| 祝文君      |          | 麗莎美容院負責人，被舉報聘請非法勞工 |
| 鄭世豪      |          | 鄭柏宇舊同學 |
| 鄧永健      | 張永仁   | 醫生 |
| 劉天龍      |          | 醫生 |
| 何俊軒      | 楊sir    | 海關關員 |
| 羅浩楷      | 鄧sir    | 海關關員 |
| 曾婉莎      |          | 社署職員 |
| 黃卓慧      |          | 記者 |
| 梁珈詠      |          | 記者 |
| 日伽        |          | 記者 |
| 朱維德      |          | 法官 |
| 陳狄克      | 周生     | 被拒絕入境者 |
| 陳莉敏      |          | 孕婦 |
| 張韋怡      | 朱潔芸   | |
| 蕭凱欣      | 陳淑衍   | |
| 鍾煌        | 婷       | 歐順水好友 |
| 阮兒        |          | 歐順水好友 |
| 蔡曜力      |          | 歐順水男友 |
| 何潔宜      | Lisa     | 葉安兒所請之菲傭 |
| 裘卓能      | 王良     | 圍村黑工 |
| 賀文傑      | 向洋     | |
| 徐玟晴      | 阿晴     | 羅湖管制站社工 |
| 李泳漢      | 蔡逢春   | Eddy |
| 周沂        | 老闆娘   | |
| 陳苑蔚      |          | 路人 |
| 鄭家俊      |          | 路人 |
| 寧進        | 大耳薩   | 梁智倫債主 |
| 蔡考藍      | Susan    | 花店店員 |
| 姚浩政      |          | 律師 |
| 鄒永標      |          | 古惑仔 |
| 鍾志光      | 張敬斌   | Sam，被胡傑琛威脅製作假護照 |